# Дослідження про природу і причини багатства народів
«Багатство народів» (повна назва Розгляд природи та причин багатства народів, англ. An Inquiry Into The Nature And Causes Of The Wealth Of Nations) — фундаментальна праця шотландського економіста Адама Сміта, в якій розглядаються різні аспекти функціонування ринків, грошової економіки, факторів виробництва і зовнішньої торгівлі. «Багатство народів» є початком сучасної економічної теорії і відображає переконання лібералізму. В цій книзі вперше сформульовано ідею про те, що економічна діяльність окремих індивідів, що діють винятково заради власного зиску, в підсумку призводить до багатства і добробуту всього суспільства.

## Опис
У своїй найвідомішій праці 1776 року Сміт з високою деталізацією систематизує сучасні йому ідеї. «Поділ праці повинен сприяти та розвивати продуктивність робочої сили найкраще», так розпочинає Сміт свою працю об'ємом понад 1000 сторінок. Особлива увага приділяється розгляду таких питань:

### Перевага поділу праці
Причиною багатства окремого народу автор вважає розповсюдження поділу праці. Отже, на відміну від фізіократів, які вважали продуктивність властивістю тільки землі/природи, саме працю Сміт вважає тим, що забезпечує добробут народу, оскільки забезпечення товарами та послугами стало кращим, проте, якість землі та клімат не змінилися протягом часу. Такий феномен пояснює економічний ріст (див. також пізнішу модель Солоу). Кращими стають уміння, розуміння при здійсненні певного виду роботи. Це, в свою чергу, уможливлює тільки поділ праці. Він наводить приклад з голками, згідно з яким один працівник може максимально в день виготовляти 20 голок, а 10 працівників, кожний з яких спеціалізується на певному відрізку праці — 48 000 за той самий проміжок часу. Переваги поділу праці можна реалізувати тільки в обмінній економіці настільки ефективно, наскільки функціонує ринок. Сміт резюмує: чим більший розмір ринку, тим розвинутішим є поділ праці.

### Теорія рівноваги на ринку
Яку вартість та ціну мають товари на ринку? Сміт з'ясовує, що необхідно розрізняти дві характеристичні вартості: вартість обміну та споживчу (див. також Аристотель). Речі, які мають велику ціну обміну, не мають споживчої вартості (діамант), і навпаки (наприклад, вода), оскільки обмінна вартість є визначальною для ціноутворення на ринку. При цьому, робота є справжнім масштабом для обмінної вартості товару (пізніше її розвинули Рікардо та Маркс). Як вважає, Шумпетер, цю теорію можна розуміти тільки в сенсі pars pro toto, тобто не в повному сенсі робочої вартості. Тільки в погано розвитому суспільстві робоча теорія як база ціноутворення мала би значення. На вищому рівні розвитку додатково враховуються рента за землю та прибуток. Таким чином, цінам, прибуток та рента на землю визначають ціну товару і тільки зміна рівноваги між попитом та пропозицією може на короткий час змінити її, проте, довгостроково буде конвертувати до природної ціни. Втручання в ринок тільки дестабілізують цей баланс. При цьому, в разі збільшення конкуренції серед покупців збільшується ціна та робить збільшення виробництва певного товару цікавим для оферентів, аж поки ринок не повернеться в рівновагу. Чисельність населення регулюється також ринком: попит на робочу силу збільшується, у працівників є більше грошей, для того щоб прогодувати дітей (якщо забагато дітей, останні помирають).

### Теорія розподілу доходів
Теорія розподілу доходів є нічим іншим для Сміта як дзеркальним відображенням теорії ціни. Природну ціну на товар визначають доходи із факторів виробництва, проте, пояснення про середню величину факторів виробництва він не надає . Про з/п він говорить, що вона повинна бути більшою за мінімальний рівень прожитку. Для Сміта «теорія резідуальності» є найкращим поясненням: в першому стані суспільства все виникнення вартості пов'язані із фактором праці, таким чином — працівник отримає увесь ВНП. Що стосується земельної ренти, тут Сміт вважає, що її розмір є наслідком цін. При цьому, земля, яка є близькою до ринку, має тим більшу ренту. Теорія відсотка Сміта не набула особливого розповсюдження, оскільки він не розрізняв між доходом на капітал та з/п підприємця, а називав все просто прибутком. Вважав, що при збільшенні конкуренції між оферентами їх прибуток зменшуватиметься (див. далі Рікардо — аж до нуля).

### Економічно-політичні наслідки
Вимагається невтручання у дію ринкового механізму. Проте, будь-які недосконалості, наприклад, монополізацію ринку необхідно усувати. Держава є охоронцем природного порядку та приватної власності (в зв'язку з цим німецьких ордолібералістів та Фрайбурзьку школу можна вважати більшими спадкоємцями Сміта ніж радикальних лібералістів). Окрім суверенних завдань, зокрема забезпечення чинного права в країні та захист зовнішніх інтересів, держава не може нічого зробити краще за ринок. Вважається, що Сміт передбачав негативні наслідки спеціалізації й тому вимагав примусове «освічення» простого населення таким чином, щоб людина з найнижчого прошарку суспільства мала можливість піднятися на вищий, отже, він не був прихильником держави — нічного сторожа. «Жодне суспільство не може квітнути та бути щасливим, якщо більшість людей є бідними».
Повинна бути забезпечена вільна торгівля — таким чином вона сприяє кращому поділу праці. Проте, він погоджується із певною необхідністю мит та управління експортом та імпортом (як у меркантилізмі, оскільки захист країни є важливішим, ніж короткострокові економічні переваги).

## Українське видання
- Адам Сміт. Дослідження про природу і причини багатства народів / пер. з англ. О. Васильєв, М. Межевікіна, А. Малівський. — К. : Наш формат, 2023. — 722 с.